# Leptarchaediscus
Leptarchaediscus es un género de foraminífero bentónico, normalmente considerado un subgénero de Ammarchaediscus, es decir Ammarchaediscus (Leptarchaediscus), pero aceptado como sinónimo posterior de Nudarchaediscus de la subfamilia Archaediscinae, de la familia Archaediscidae, de la superfamilia Archaediscoidea, del suborden Fusulinina y del orden Fusulinida. Su especie tipo era Permodiscus umbogmaensis. Su rango cronoestratigráfico abarcaba desde el Tournasiense hasta el Viseense (Carbonífero inferior).

## Discusión
Algunas clasificaciones más recientes hubiesen incluido Leptarchaediscus en el Suborden Archaediscina, del Orden Archaediscida, de la Subclase Afusulinana y de la Clase Fusulinata.

## Clasificación
Leptarchaediscus incluía a la siguiente especie:
- Leptarchaediscus umbogmaensis †, también considerado como Ammarchaediscus (Leptarchaediscus) umbogmaensis †